# Talinaceae
Talinaceae — родина з двох родів і 28 видів квіткових рослин, що включають кущі, ліани та трав’янисті види, що поширені в Америці, Африці та на Мадагаскарі. Родина була нещодавно визнана завдяки дослідженням групи філогенії покритонасінних (система APG III) для вирішення давніх філогенетичних труднощів у розміщенні різних родів у Caryophyllales.